# Saint-Martin-des-Noyers

Saint-Martin-des-Noyers este o comună în departamentul Vendée, Franța. În 2009 avea o populație de 2,227 de locuitori.